# Вправи Кегеля
Вправи Кегеля, також відомі як вправи для тазового дна, включають багаторазове скорочення та розслаблення м’язів тазового дна, які іноді називають «м’язами Кегеля». Вправи Кегеля спрямовані на зміцнення м'язів тазового дна. Вправу можна виконувати багато разів на день по кілька хвилин за раз, але для досягнення ефекту потрібно від одного до трьох місяців.
Американський гінеколог Арнольд Кегель вперше опублікував опис таких вправ у 1948 році. 
Ці м'язи виконують багато функцій в організмі людини. У жінок вони відповідають за підтримання сечового міхура, запобігання стресовому нетриманню сечі (особливо після пологів), опущенню вагіни та матки. У чоловіків ці м’язи відповідають за утримання сечі, утримання калу та еякуляцію. Існує кілька інструментів, які допомагають виконувати ці вправи, хоча різні дослідження обговорюють відносну ефективність різних інструментів порівняно з традиційними вправами.

## Механізм дії
Вправи Кегеля спрямовані на підвищення тонусу м'язів шляхом зміцнення лобково-куприкових м'язів тазового дна. Вправи Кегеля є популярним призначенням фізичних вправ для вагітних жінок, щоб підготувати тазове дно до фізіологічних стресів пізніх стадій вагітності та пологів. Різні консультанти рекомендують вправи Кегеля для лікування вагінального пролапсу і запобігання опущенню матки у жінок, а також для лікування болю в простаті та набряк внаслідок доброякісної гіперплазії передміхурової залози (ДГПЗ) і простатиту у чоловіків. Вправи Кегеля можуть мати переваги при лікуванні нетримання сечі (інконтиненція) як у чоловіків, так і у жінок.
Вправи Кегеля також можуть підвищити сексуальне задоволення, дозволяючи жінкам досягти ефекту помпування, а чоловікам допомагаючи зменшити передчасну еякуляцію. Багато дій, які виконують м’язи Кегеля, включають утримання сечі та уникнення дефекації. Відтворення такого типу м’язової діяльності може зміцнити м’язи Кегеля. Дія уповільнення або зупинки потоку сечі може бути використана як перевірка правильної техніки виконання вправ тазового дна. 
Компоненти тазової діафрагми, а саме лобково-куприковий м’яз, пуборектальний м’яз і клубово-куприковий м’яз, скорочуються і розслабляються як один м’яз. Таким чином, вправи для тазового дна залучають всі піднімаючі м'язи, а не лише лобково-куприковий м’яз. Вправи для тазового дна можуть допомогти у випадках нетримання калу та пролапсу тазових органів, наприклад, випадіння прямої кишки.

## Вплив на здоров'я

### Жінки
Такі фактори, як вагітність, пологи, старіння та надмірна вага, часто послаблюють тазові м’язи. Це можна оцінити цифровим дослідженням вагінального тиску або за допомогою перинеометра Кегеля. В таких випадках вправи Кегеля корисні для відновлення сили м’язів тазового дна.
Симптоми пролапсу та його тяжкість можна зменшити за допомогою вправ для тазового дна. Ефективність можна підвищити за допомогою відгуків про те, як виконувати вправи. 

### Чоловіки
Вправи Кегеля можуть тренувати м’язи промежини, збільшуючи постачання киснем і силу цих м’язів. Передчасна еякуляція визначається як те, що еякуляція у чоловіка відбувається менш ніж через одну хвилину після проникнення.  М’язи промежини беруть участь в еякуляції, коли вони мимовільно скорочуються. Активне скорочення м’язів промежини за допомогою регулярних вправ Кегеля збільшує силу м’язів, що допомагає уникнути передчасної еякуляції. 

### Нетримання сечі
Вправи для тазового дна (тренування м’язів) можуть бути включені в консервативні підходи до лікування жінок з нетриманням сечі (інконтиненція). Існують попередні докази того, що біологічний зворотний зв’язок може принести додаткову користь при використанні з тренуванням м’язів тазового дна. Немає чітких доказів того, що навчання вправ для тазового дна змінює ризик стресового нетримання сечі у чоловіків, у яких цей стан розвивається після видалення простати (простатектомії).
У вагітних жінок допологове тренування м’язів тазового дна, ймовірно, допомагає запобігти нетриманню сечі під час вагітності та до шести місяців після пологів. Але для вагітних жінок, які вже мають нетримання, неясно, чи допомагає антенатальне тренування м’язів тазового дна зменшити симптоми.

### Нетримання калу
Під час вагітності ще не зрозуміло, чи допомагає допологова тренування м’язів тазового дна запобігати або лікувати нетримання калу.

### Апарати для тонізації органів малого таза
Деякі пристрої, що продаються жінкам, призначені для тренування м’язів тазового дна та покращення м’язового тонусу лобково-куприкового або вагінального м’язів. Станом на 2013 рік не було доказів того, що виконання вправ для тазового дна з обтяженнями працює краще, ніж виконання вправ Кегеля без обтяження. Насправді існує більший ризик при виконанні вправ з обтяженнями, тому що сторонній предмет вводиться у вагіну. Введення сторонніх предметів у вагіну підвищує ризик інфікування та може призвести до вагінозу або синдрому токсичного шоку.

## Маркетинг
Протягом другої половини 20 століття ряд медичних і псевдомедичних пристроїв продавалися споживачам як такі, що покращують сексуальну продуктивність або оргазм, підвищують життєву енергію, «збалансовують гормони» та мають інші переваги для здоров’я або способу життя. Немає жодних доказів для жодного з цих тверджень, і багато з них є псевдонаукою.

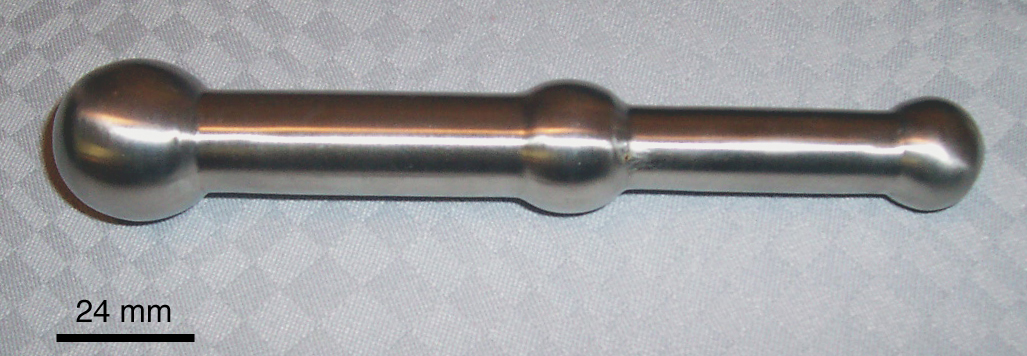
Тренажер Кегеля
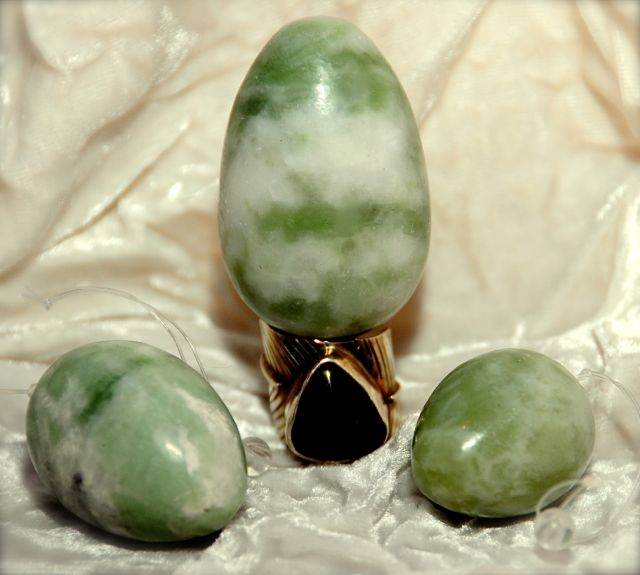
Нефритові яйця (або яйця Йоні) - тренажер для інтимних м'язів жінки